# Landschaftsschutzgebiet Restmoorfläche bei Ochtelbur
Das Landschaftsschutzgebiet Restmoorfläche bei Ochtelbur ist ein Landschaftsschutzgebiet im Landkreis Aurich des Bundeslandes Niedersachsen. Es trägt die Nummer LSG AUR 00012 und liegt vollständig auf dem Gebiet der Gemeinde Ihlow.

## Beschreibung des Gebiets
Das 1974 ausgewiesene Landschaftsschutzgebiet umfasst eine Fläche von 0,19 Quadratkilometern und liegt zwischen den Ortschaften Riepe und Falkenhütten. Die westliche Abgrenzung zu den landwirtschaftlichen Nutzflächen bildet der Geestabfluss Blitz. Es besteht zum großen Teil aus degenerierten Hochmoorflächen und ist Lebensraum vieler an diesen Lebensraum angepasster Tier- und Pflanzenarten. Vereinzelt finden sich Handtorfstiche.
Das Gebiet hat nach Ansicht des Landkreises Aurich eine „Besondere Bedeutung für die Landschaftsgeschichte“.

## Schutzzweck
Genereller Schutzzweck sind der „Erhaltung und Entwicklung einer stark strukturierten Restmoorfläche mit Ga-geistrauchbeständen, verschiedenen Gehölzen und Pfeifengras-und Heidekrautbeständen.“